# Mano del Desierto

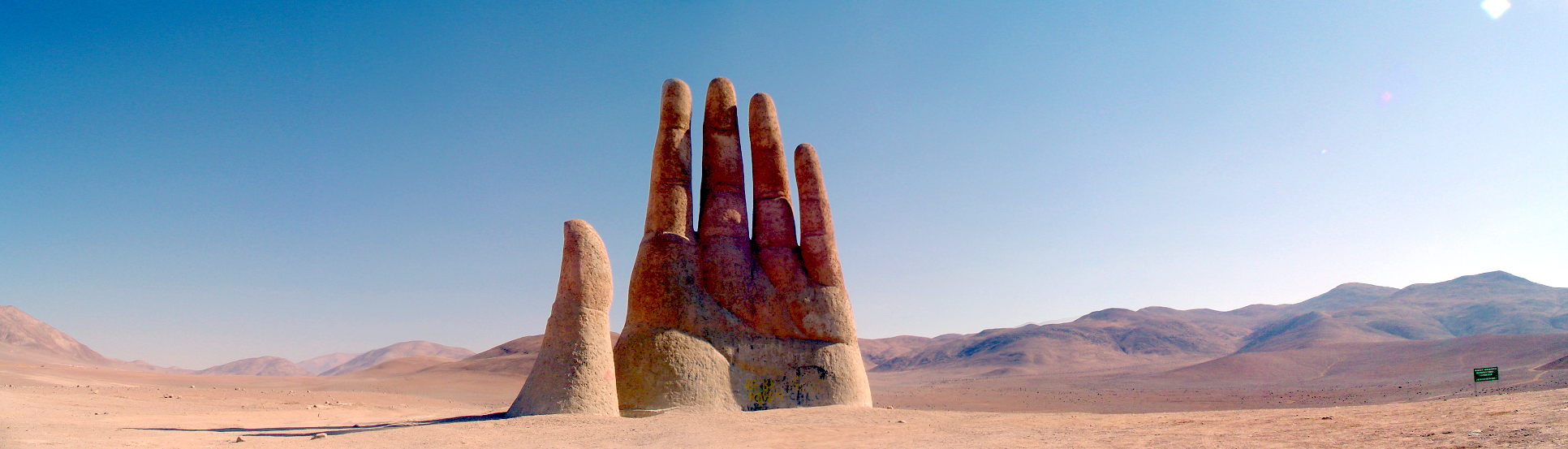
Mano del Desierto

Mano del Desierto ist eine 1992 geschaffene, 11 m hohe Eisen- und Zementskulptur von Mario Irarrázabal in der Atacamawüste. Die Skulptur steht auf einer Höhe von 1000 m ü. M. unweit der Stadt Antofagasta im Norden von Chile. 
Sie mahnt, mit den Umweltsünden aufzuhören, damit die Erde nicht überall zu einer Wüste wird. Finanziert wurde sie von der lokalen Förderorganisation Corporación Pro Antofagasta. Seit ihrer Einweihung am 28. März 1992 ist die Skulptur zu einem Anziehungspunkt für Touristen geworden, die auf der Route 5 fahren, die Teil der Panamericana ist.